# Ugandský antihomosexuální zákon (2014)
Ugandský antihomosexuální zákon (2014) (předtím západními médii nazýván jako návrh zákona „zabíjet gaye“ – Kill the Gays bill z důvodu ustanovení o trestu smrti ve svém originálním znění) je trestní zákon přijatý ugandským parlamentem 20. prosince 2013, podle něhož se trestá homosexuální sexuální styk doživotním vězením, namísto zprvu zamýšlené smrti.
Původní návrh zákona podepsal ugandský prezident Yoweri Museveni 24. února 2014. 1. srpna 2014 jej nicméně z procedurálních důvodů zrušil Ústavní soud Ugandy. 
Pokud by se zákon stal účinným, kriminalizoval by homosexuální vztahy jak v Ugandě, tak i mimo ni. Uganda by tak v souladu s tímto zákonem mohla trestat i ty, kteří vykonali pohlavní styk s osobou téhož pohlaví v zahraničí – extradice. Zákon dále pamatoval na tresty pro jednotlivce, skupiny i nevládní organizace, kteří by podporovali či nabádali ke stejnopohlavním sexuálním aktivitám, včetně sezdávání párů stejného pohlaví.
Homosexuální vztahy byly v Ugandě nezákonné podle britských koloniálních zákonů ještě před přijetím tohoto zákona podobně jako ve většině afrických zemí a trestaly se odnětím svobody v maximální délce trvání 14 let. Přísnější podobu anti-gay zákonů představil poslanec jednokomorového Národní parlamentu David Bahati 14. října 2009. Zvláštní podnět k jeho zpracování byl přijat před měsícem[kdy?] po dvoudenní konferenci, na které tři křesťanští misionáři ze Spojených států odsoudili homosexualitu jako přímý útok na koexistenci afrických rodin.  
Několik zdrojů později uvedlo, že zákon dost hrubým způsobem prohloubil již existující místní homofobii, a také prakticky delegitimizoval veškeré diskuze o homosexualitě.

## Pozadí

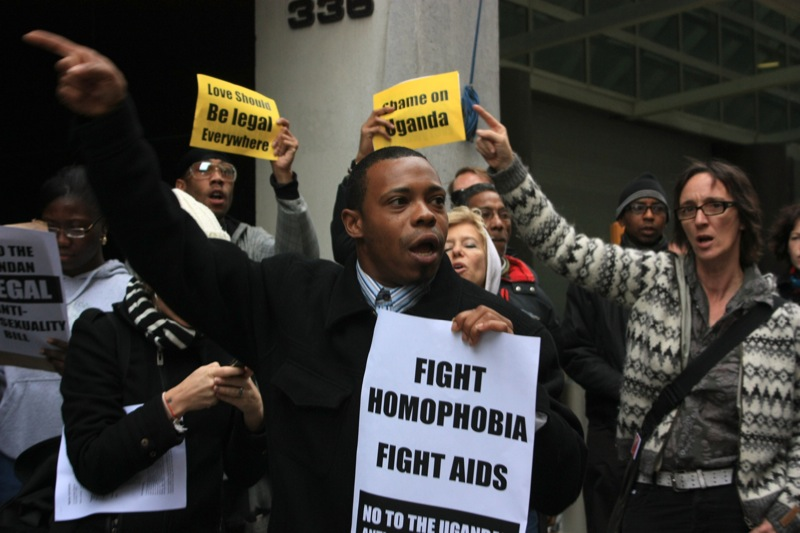
Protest AIDS Coalition to Unleash Power proti přijetí zákona, New York

Podle lidskoprávních organizací žije v Ugandě minimálně 500 tisíc homosexuálně orientovaných občanů na místních 31 milionů obyvatel. Ugandská vláda toto číslo rozporuje a BBC tvrdí, že je to z hlediska statistického nemožné.
Stávající právní úprava trestá homosexuální styk odnětím svobody v maximální délce trvání 14 let. Jedná se o dědictví britského kolonialismu, kdy se kriminalizovalo smilstvo proti přírodě páchané místními lidmi. V některých částech země byla mužská homosexualita věkově stratifikovaná podobně jako ve starém Řecku, kde válečníci zacházeli s mladými muži jako s nevěstami, když neměli k dispozici ženy. Jednalo se tedy o klasickou prostituci. Lidskoprávní skupiny požadují zrušení těchto zákonů a dekriminalizaci homosexuality. Jako odůvodnění uvádějí zastaralost koloniální legislativy a její podporu předsudků a násilí vůči LGBT komunitě.
Podle afrického zpravodajce má tamní obyvatelstvo tendenci homosexualitu vnímat jako neafrickou a nekřesťanskou. 38 z 53 afrických národů kriminalizuje homosexualitu podobným způsobem. Průzkum z r. 2013 shledal, že drtivá většina Uganďanů homosexualitu odsuzuje. Jedinými zeměmi Subsaharské Afriky, jejichž vlády podporují LGBT práva jsou Jihoafrická republika a Namibie, ačkoli i zde jsou rozšířeny případy nápravného znásilňování lesbických žen (typickým případem je vražda Eudy Simelanové) a jiného anti-LGBT násilí, které tamní policie často přehlíží, a dokonce i tiše podporuje. Jako v drtivé většině afrických národů čelí homosexuálové v Ugandě přímému fyzickému násilí, vandalismu, vydírání, výhrůžkám, smrtí a nápravnému znásilňování.
Od 5. do 8. března 2009 probíhal workshop organizovaný Family Life Network zaštítěný Stephenem Langou, který se nesl pod názvem „Seminář o homosexualitě“. Místem konání bylo ugandské hlavní město Kampala. Workshopu se zúčastnili tři američtí evangeličtí misionáři: Scott Lively, autor několika knih odsuzujících homosexualitu; Caleb Lee Brundidge, „bývalý“ homosexuál tvrdící, že homosexualitu lze léčit; a Don Schmierer, člen výboru Exodus International, organizace věnující se „osvobození z homosexuality“ prostřednictvím přijetí Ježíše Krista. Podle New York Times byla tématem konference homosexuální agenda: jak napravit homosexuála?, jak homosexuální muži sodomizují dospívající chlapce? proč je homosexuální hnutí zlem, jehož cílem je zničit společnost založenou na manželství a nahradit je kulturní a sociální promiskuitou. Kapya Kaoma, anglikánský pastor ze Zambie, byl na konferenci taktéž přítomný a vše z ní zaznamenával. Veřejně potvrdil své stanovisko, že legalizace homosexuality povede k akceptaci pedofilie a bestiality. Dále tvrdil, že homosexuálové rozkládají společnost, mají na svědomí vysoký počet rozvodů, násilí na dětech a pandemii HIV/AIDS. O amerických homosexuálech uvedl, že se jedná o mladé lidi, kteří byli k homosexualitě svedení. Jeden z přítomných Uganďanů uvedl v reakci na Kaomu, že by parlament měl neprodleně sepsat nový zákon, který by se začal více zabývat problémem homosexuality, a který by ji neřešil pouze na národní, nýbrž i mezinárodní úrovni. Podle něj by bylo nejlepší, kdyby se opatření začala dělat ihned.
To samé uvedl během března 2009 na živém setkání s několika ugandskými poslanci a ministrem etiky a integrity Jamesem Nsabou Buturou. Langa pak na svém blogu napsal: „Jsem mile překvapen z výsledků našeho úsilí. Je téměř navýsost jasné, že nadcházející týdny se ponesou v duchu značného rozvoje morálního klimatu a masivního nárůstu prorodinného aktivismu ve všech sociálních sférách. Taktéž mám velkou radost z reakcí obyvatel Kampaly, kteří naší kampaň vnímají jako jakousi nukleární bombu proti homosexuální agendě, která se v Ugandě rozrůstala. Modlím se za to, aby mé odhady byly pravdivé.“
V dubnu 2009 zveřejnil ugandský tisk jména obviněných homosexuálů s návodem na to, jak je správně identifikovat ve veřejném prostoru. V říjnu 2010 vyšel další článek v Rolling Stone s podrobným popisem minimálně 100 gayů a leseb, včetně jejich fotek a míst bydliště. Vedle seznamu byla žlutě zvýrazněná výzva „pověste je!“. Julian Pepe, programový koordinátor Sexual Minorities Uganda, řekl, že dotyční lidé po zveřejnění obou článků žijí v neustálém strachu. Někteří z nich se stali terčem útoků, jiný byli okamžitě propuštěni z práce a nuceni úplně změnit místo svého bydliště. Autor článku řekl, že jeho účelem bylo udat gaye a lesby autoritám, aby mohly neprodleně zahájit trestní řízení. Ministr Buturo odmítl stížnosti od homosexuálů a jejich příznivců na nucené outování s tím, že jsou pouhou součástí kampaně, která jim má zajistit podporu a sympatie v zahraničí. Ugandské soudy nicméně nařídily Rolling Stone, aby přestal zveřejňovat fotografie gayů a leseb poté, co je David Kato zažaloval.

Langa dále citoval slova nelicencovaného konverzního terapeuta Richarda A. Cohena, která se nachází v knize Coming Out Straight, která se stala jakýmsi návodem jak pro něj, tak i jiné prominentní Uganďany.
Homosexuálové nejméně 12krát častěji zneužívají děti než heterosexuálové; homosexuální učitelé nejméně 7krát častěji sexuálně obtěžují své žáky; homosexuální učitelé mají podle odhadů nejméně 25 % podíl na pohlavním zneužíváním žáků, 40 % sexuálních útoků mají na svědomí aktivní homosexuálové.
 Tyto hypotézy jsou založeny na lživé studii od Paula Camerona, který za ni byl vyloučen z Asociace amerických psychologů, Asociace kanadských psychologů a Americké sociologické asociace. Cohen však zneužil neznalosti Uganďanů a řekl, že pokud se kniha přetiskne, pak budou tyto statistiky odstraněny.

## Legislativní proces

### Návrh zákona
V dubnu 2009 přijal ugandský parlament rezoluci, na základě níž měl v říjnu poslanec David Bahati navrhnout přísnější zákon proti homosexualitě. Ten tak učinil 13. října 2009.
V důvodové zprávě k návrhu zákona uvádí Bahati následující:
- „ochrana tradiční rodiny spočívající v zákazu (I.) jakýchkoli forem sexuálních vztahů mezi příslušníky téhož pohlaví; (II.) podpory nebo uznávání takových sexuálních vztahů ve státních institucích a jiných institucích závislých na podpoře ze státního rozpočtu, jakož i nevládních organizací, a to jak na území Ugandy, tak i mimo ní.“
- „posílení schopnosti státu vypořádat se s jakýmikoli formami vnitřních a vnějších útoků na tradiční heterosexuální rodinu.“
- „sexuální přitažlivost mezi osobami stejného pohlaví není vrozená a neměnná charakteristika.“
- „ochrana naší vlasti, kultury, lidu, práva, náboženství a tradičních rodinných hodnot proti pokusům aktivistů za sexuální práva o jejich nahrazení hodnotami sexuální promiskuity.“
- „ochrana nevinnosti ugandských dětí a mládeže před sexuálním násilí a deviacemi, kterou ohrožují kulturní změny, nekontrolované informační technologie, nedostatečná výchova ze strany rodičů a snahy o výchovu dětí v homosexuálních vztazích prostřednictvím adopcí, pěstounské péče apod.“